# メコン酸
メコン酸（メコンさん、meconic acid）は、ケシやハカマオニゲシなどのケシ科の特定植物で見られる化学種である。ポピー酸 (poppy acid) としても知られる。メコン酸はアヘンの5%を占めるため、その分析標識として使うことができる。軽度の麻酔薬といわれたこともあるが、そのような生理作用は無く医学的には使用されない。
メコン酸はアルカロイドと金属と塩を形成する。メコン酸塩もメコン酸エステルもメコナート (meconates) と呼ばれる。
メコン酸を初めて単離したのはフリードリッヒ・ゼルチュルネル（1805年）である。

## 化学的性質
メコン酸はジカルボン酸で、ピロン環に2つのカルボキシル基と1つのヒドロキシル基が置換した構造をしている。
塩化鉄(III)により赤色を呈する。メコン酸自体は無色で、水にはほとんど溶けないがアルコールにはよく溶ける。